# Пригоди Кота у чоботях
«Пригоди кота у чоботях» (англ. The Adventures of Puss in Boots), або «Кіт у чоботях», — американський комп'ютерно-анімаційний мультсеріал. Це продовження повнометражного мультфільму Кіт у чоботях студії DreamWorks Animation. Перший сезон, перші п'ять серій вийшли 16 січня 2015 року на Netflix. Надалі вийшли решта серій у травні та вересні 2015 року. Другий сезон одинадцять серій було випущено 11 грудня 2015 року.
В Україні транслювався на «QTV» та «Новому каналі».

## Сюжет
Одного разу наш головний герой вирішує відправитися в зачароване місто Сан-Лоренцо. Місто це приховане в міфічних землях і невидиме для зовнішнього світу. Він охороняється потужними заклинаннями, які охороняють його жителів і їх чудовий скарб від усіляких зазіхань. Але оскільки наш герой - це Кіт у чоботях - не був би він самим собою, якби випадково не зруйнував настільки важливі для міста чари. І тепер він повинен не тільки захистити Сан-Лоренцо від легіонів загарбників і грабіжників, але і виправити свою помилку.

## Огляд серіалу
| Номер сезону       | Кількість серій | Прем'єра в США | Прем'єра в Україні |
| 1                  | 15              | 16 січня 2015  | 2 січня 2016       |
| 2                  | 11              | 11 грудня 2015 | 23 квітня 2016     |
| 3                  | 13              | 15 липня 2016  | 2016               |
| 4                  | 13              | 16 грудня 2016 | 2016               |
| Спеціальний епізод | -               | 20 червня 2017 | 2017               |
| 5                  | 13              | 28 липня 2017  | 2017               |
| 6                  | 12              | 26 січня 2018  | 2018               |

## Список серій
Список епізодів мультсеріалу «Кіт у Чоботях»